# یلیشوو
یلیشوو (انگلیسی: Yelyshevo) یک شهرک در شهرستان میشکینسکی استان باشقیرستان کشور روسیه است.